# Zangensterne
Die Zangensterne (Forcipulatida) sind eine Ordnung meist großer Seesterne, die sechs Familien umfasst.

## Beschreibung
Die Zangensterne haben ein netzförmiges Muster von Kalkplättchen, während Randplatten und Paxillen fehlen. Die geraden und gekreuzten Pedicellarien sind gestielt und am ganzen Körper zu finden. Die Arme sind flexibel und im Querschnitt oft rundlich. Die meist in vier Reihen stehenden Ambulacralfüßchen haben Saugscheiben.
Die meisten Zangensterne haben fünf Arme, doch in den Familien Heliasteridae und Pycnopodiidae überwiegen Arten mit deutlich mehr Armen, so dass diese eine äußere Ähnlichkeit mit den nicht nahe verwandten Sonnensternen haben.
Zangensterne sind Räuber und Aasfresser, die zur extraintestinalen Verdauung ihrer Beute ihren Magen ausstülpen können.

## Systematik
Laut World Register of Marine Species gehören zur Ordnung Forcipulatida 6 Familien:
- Asteriidae Gray, 1840 – 38 Gattungen
- Heliasteridae Viguier, 1878 – 2 Gattungen
- Pedicellasteridae Perrier, 1884 – 6 Gattungen
- Pycnopodiidae Fisher, 1928 – 2 Gattungen
- Stichasteridae Gray, 1840 – 8 Gattungen
- Zoroasteridae Sladen, 1889 – 8 Gattungen

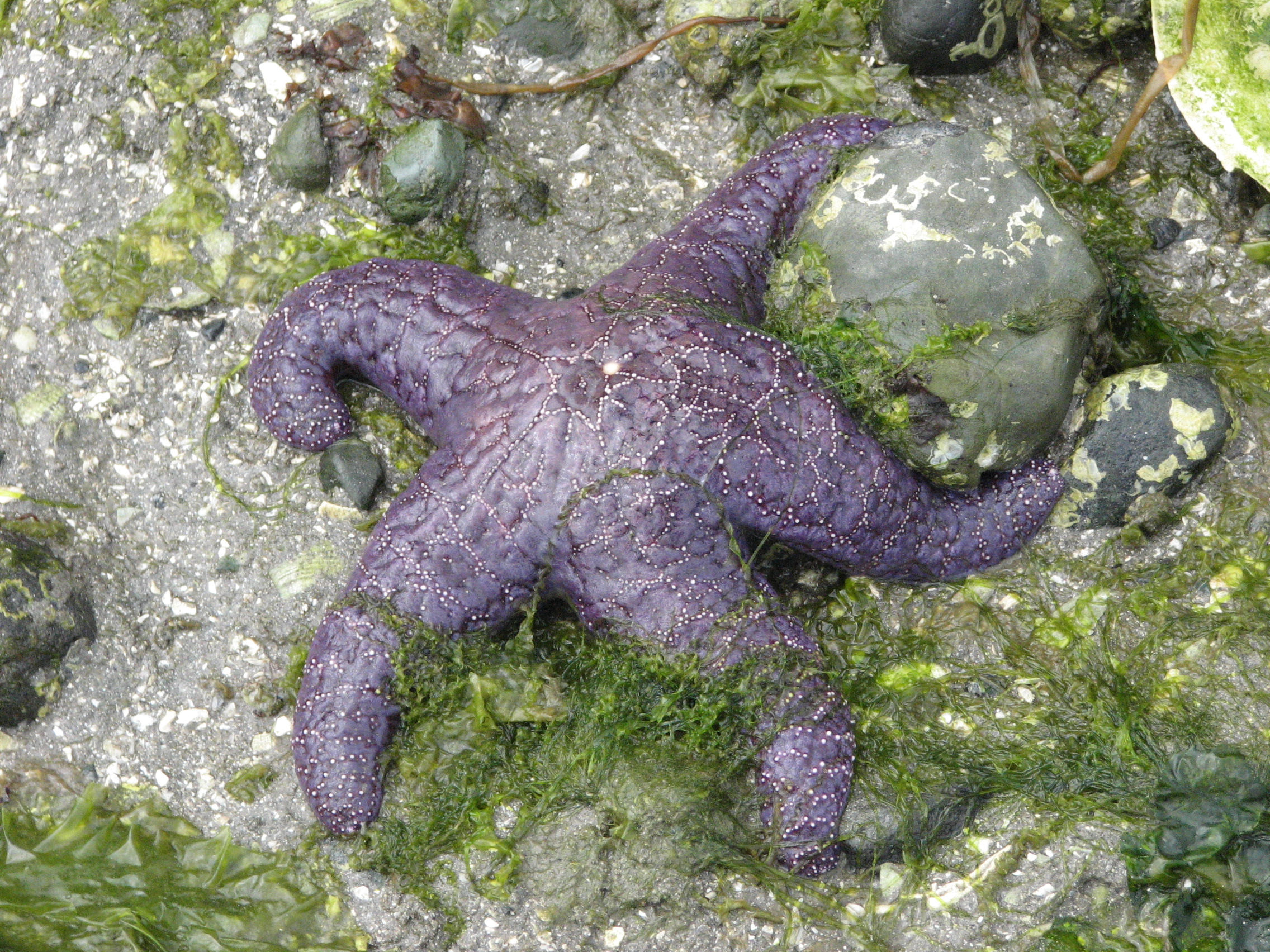
Pisaster ochraceus (Asteriidae)
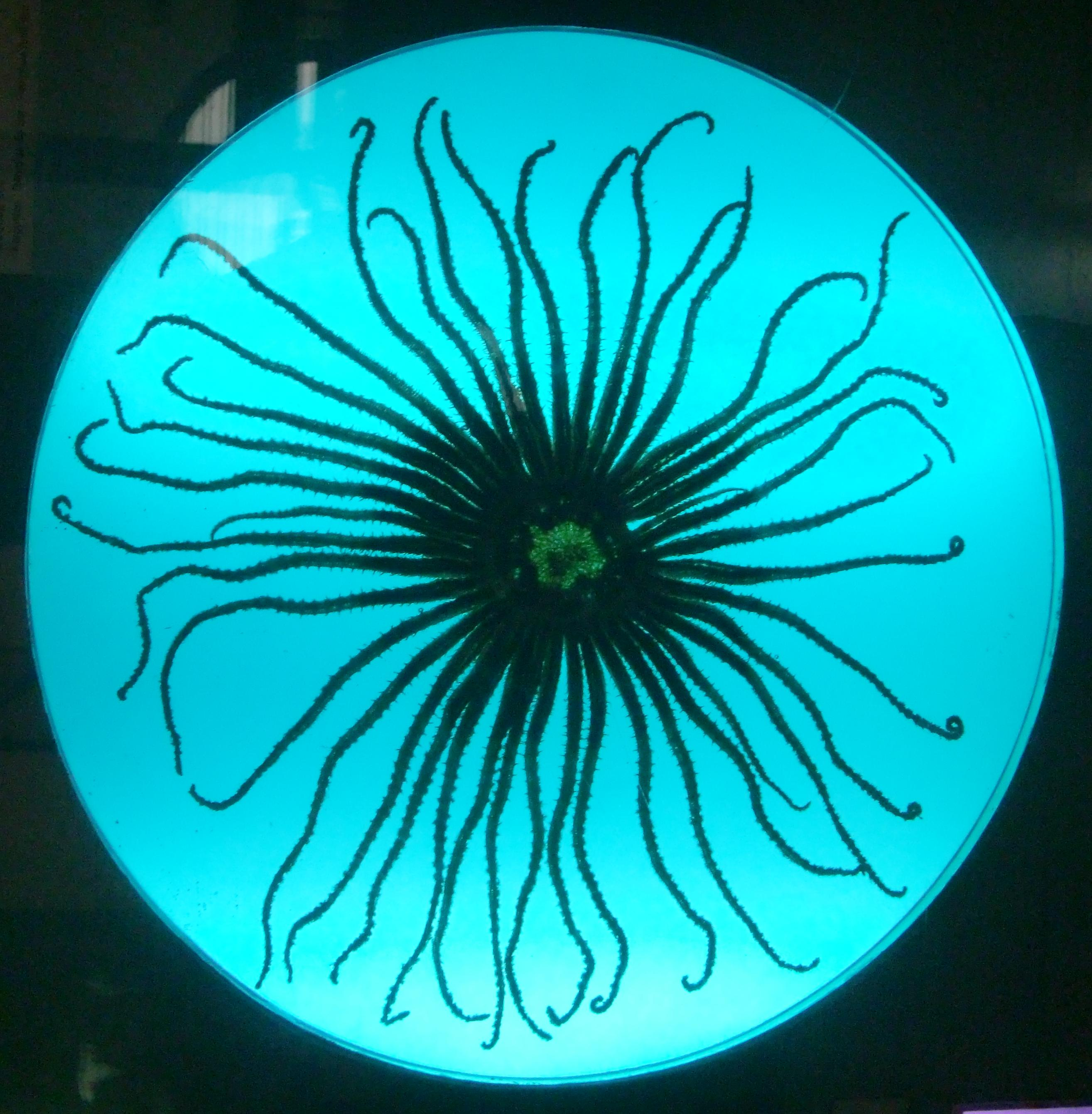
Labidiaster annulatus (Heliasteridae)
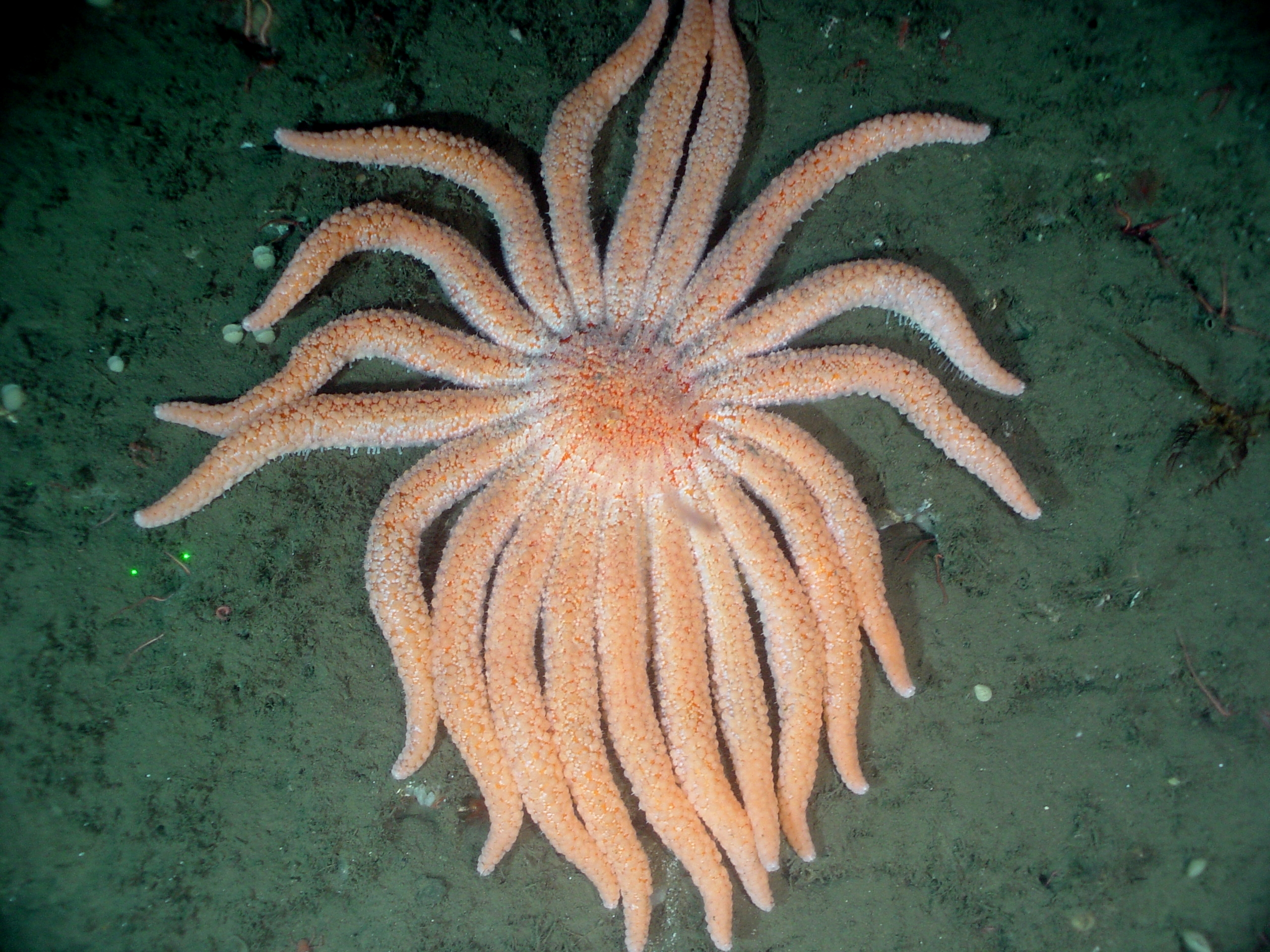
Pycnopodia helianthoides (Pycnopodiidae)
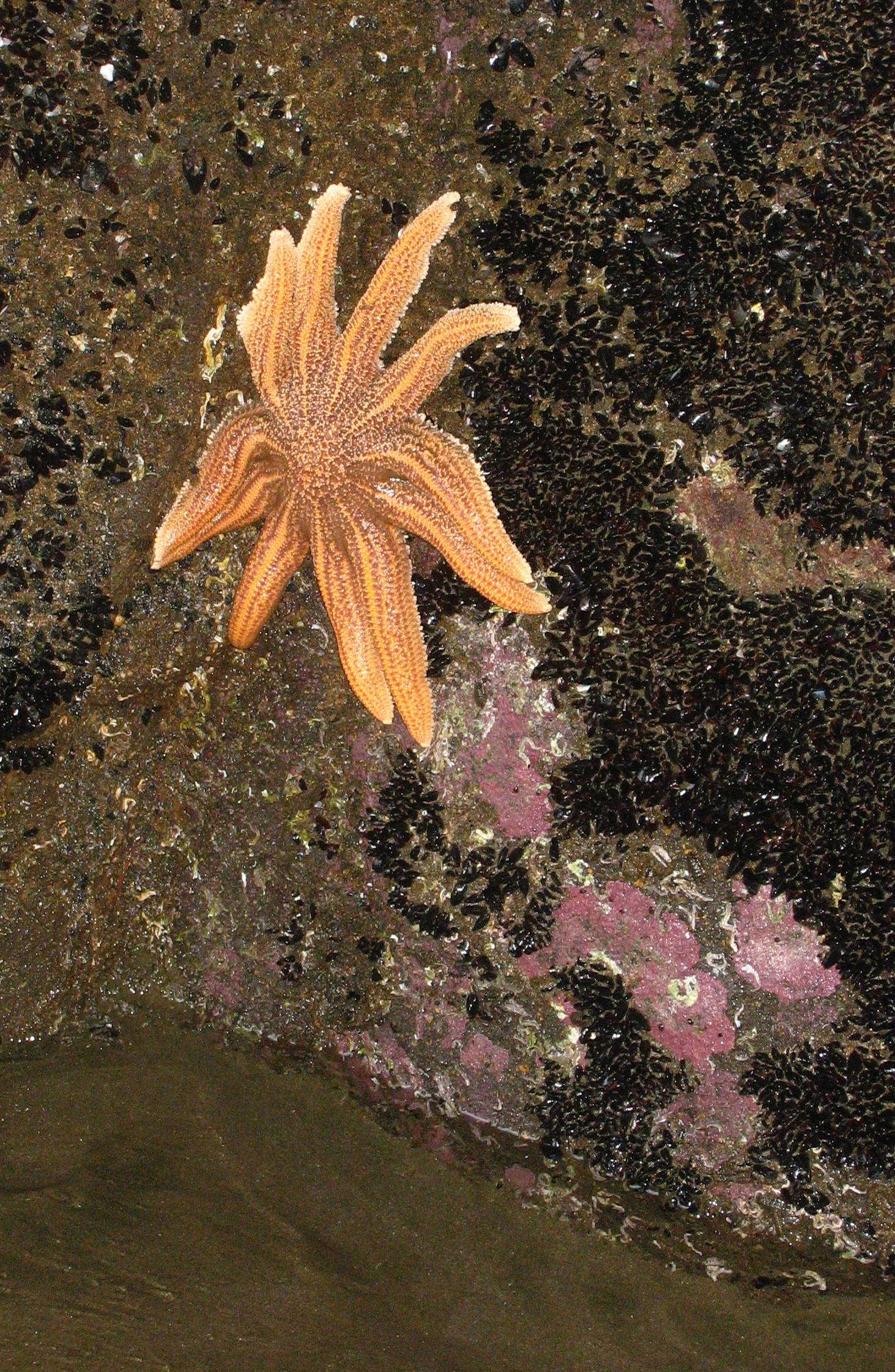
Stichaster australis (Stichasteridae)
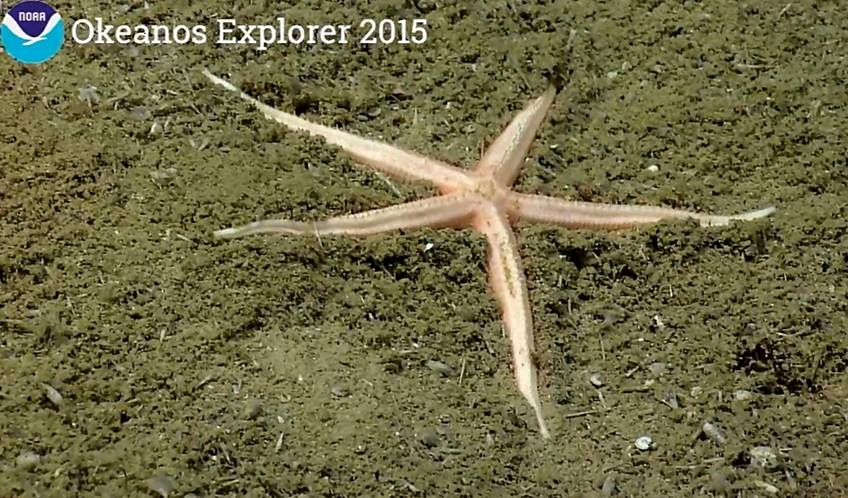
Zoroaster fulgens, (Zoroasteridae)